# Team Fortress 2 Classic
Team Fortress 2 Classic — бесплатная модификация для игры Team Fortress 2, разработанная Eminoma и использующая движок Source. Он был создан как ответ на существенные изменения, которые игра претерпела с момента её выпуска, многие из которых не пользовались популярностью среди фанатов. Мод переосмысливает игру, используя её версию 2008—2009 годов, также известный как «классическая эра». Мод основывается на утёкшем в 2008 году исходном коде игры и не только включает контент, созданный сообществом, но и возвращает в игру переработанный вырезанный контент оригинальной игры, а также контент, основанный на Team Fortress Classic. Помимо прочего, мод добавляет новое оружие, игровые режимы, новый особый класс «гражданский» и дополнительный игровой режим для четырёх команд с двумя новыми командами — GRN и YLW. Помимо переработки игрового процесса, мод также игнорирует всю информацию о сюжете игры, опубликованную после анимационных короткометражек «Знакомство с классами».

## Разработка
На создание версии 2.0 ушло 4 года. Она была выпущена в виде обновления «Death and Taxes» 4 июля 2020 года. Игровой режим Deathmatch был отделён от Team Fortress 2 Classic и распространяется в виде отдельной игры Team Deathmatch Classic, разрабатываемой сторонней командой Compucolor Pictures.
10 сентября 2021 года команда Team Fortress 2 Classic сообщила в своём твиттер-аккаунте, что из-за договорённости с Valve они отключают возможность скачивать мод Team Fortress 2 Classic на своём сайте, Discord-сервере и в программе запуска. Так же они написали что до сих пор ждут ответа от Valve.
1 июня 2022 года спустя 8 месяцев команда Team Fortress 2 Classic сообщила на своем официальном сайте, что они открыли возможность снова скачивать мод, поскольку за 8 месяцев так и не получили ответа от представителей Valve.
12 декабря 2023 года поддержка клиента Linux была официально прекращена.

## Восприятие
Джонатан Болдинг из PC Gamer назвал мод «на удивление хорошо продуманным», посчитав самым захватывающим новведением карты для четырёх команд.